# Belvédère de Senhora do Monte
Le Miradouro da Senhora do Monte est un belvédère situé dans le quartier de São Vicente (Graça), à Lisbonne.
Le belvédère est situé devant la chapelle de Nossa Senhora do Monte. De là, on aperçoit, au sud, la mer de Paille, le château São Jorge, une partie du quartier de Baixa et l'estuaire du Tage, à l'ouest, du Bairro Alto au Parc forestier de Monsanto et, au nord, la vallée de l'Avenida Almirante Reis.

## Histoire
À côté de ce belvédère se trouve la petite et ancienne chapelle de Nossa Senhora do Monte (classée Immeuble d'intérêt public), fondée en 1147 et dédiée à São Gens, l'évêque qui, selon la tradition, y fut martyrisé. C'est sur cet ancien Monte de São Gens que Don Afonso Henriques, futur roi Alphonse Ier, installe son campement pour la conquête de la ville.
Le belvédère a été rénové deux fois au XXe siècle. Comme il est situé au point culminant du Bairro da Graça, c'est l'un des endroits avec les meilleures vues panoramiques de la ville, en particulier sur la Mouraria et le château São Jorge.

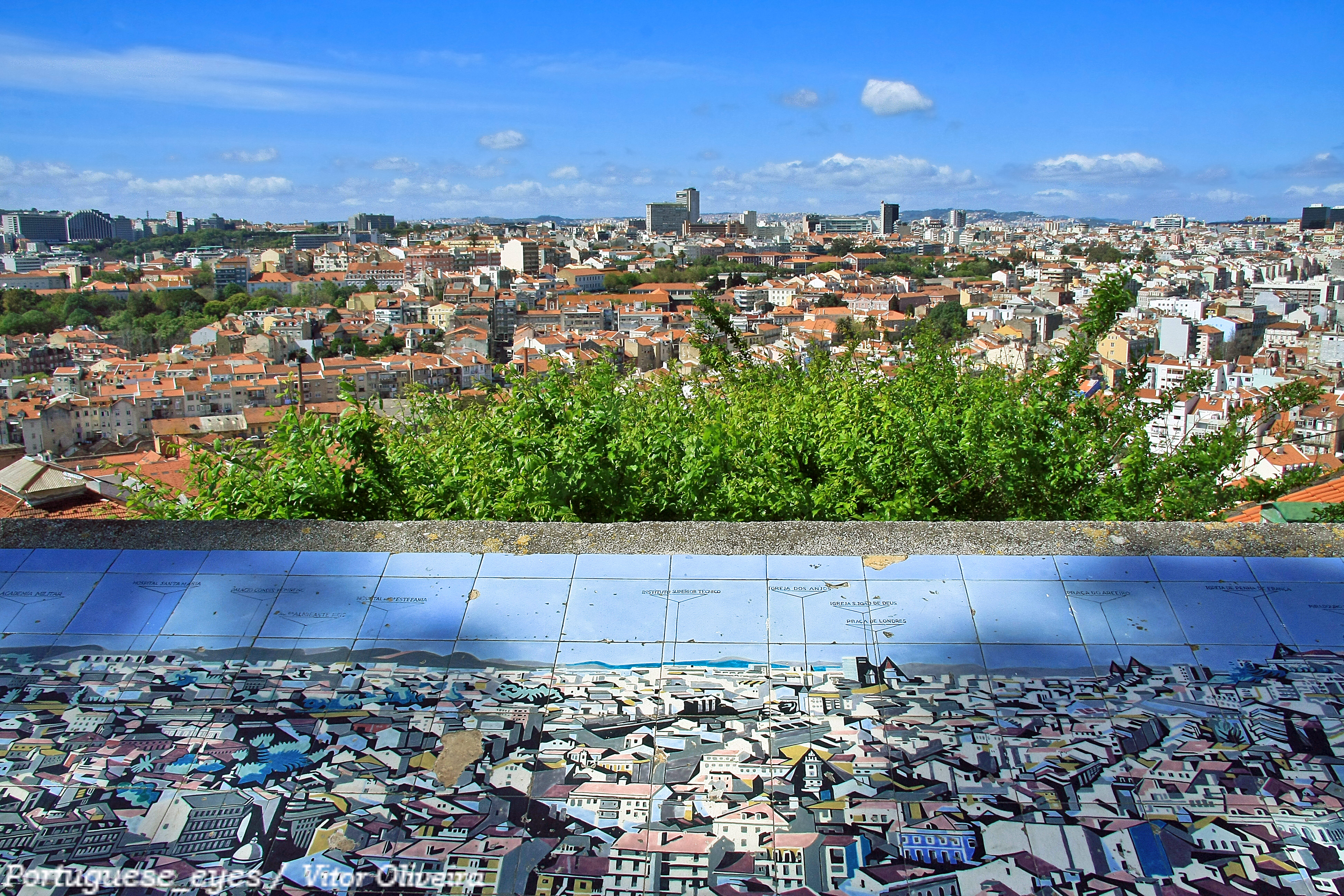
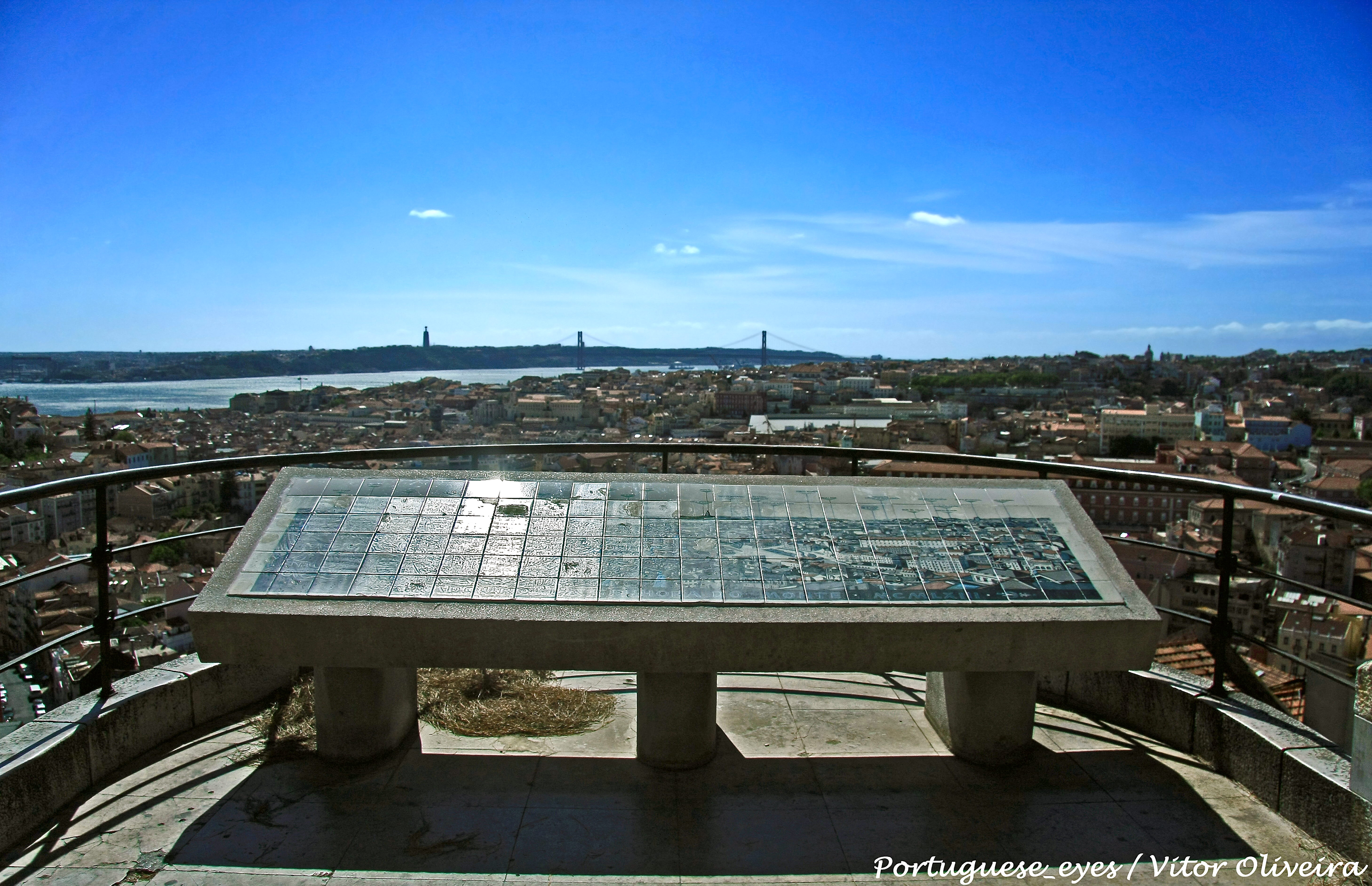
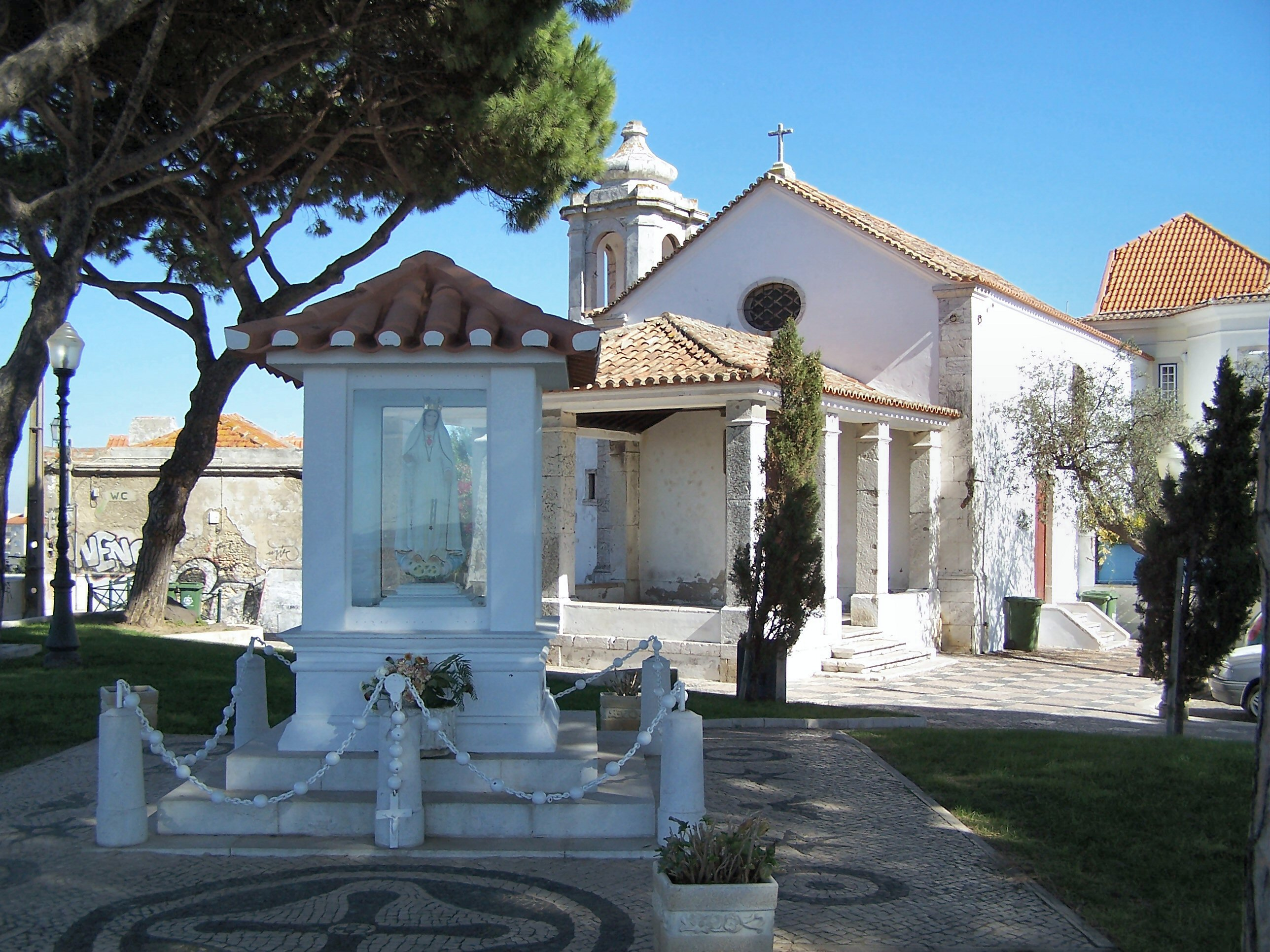
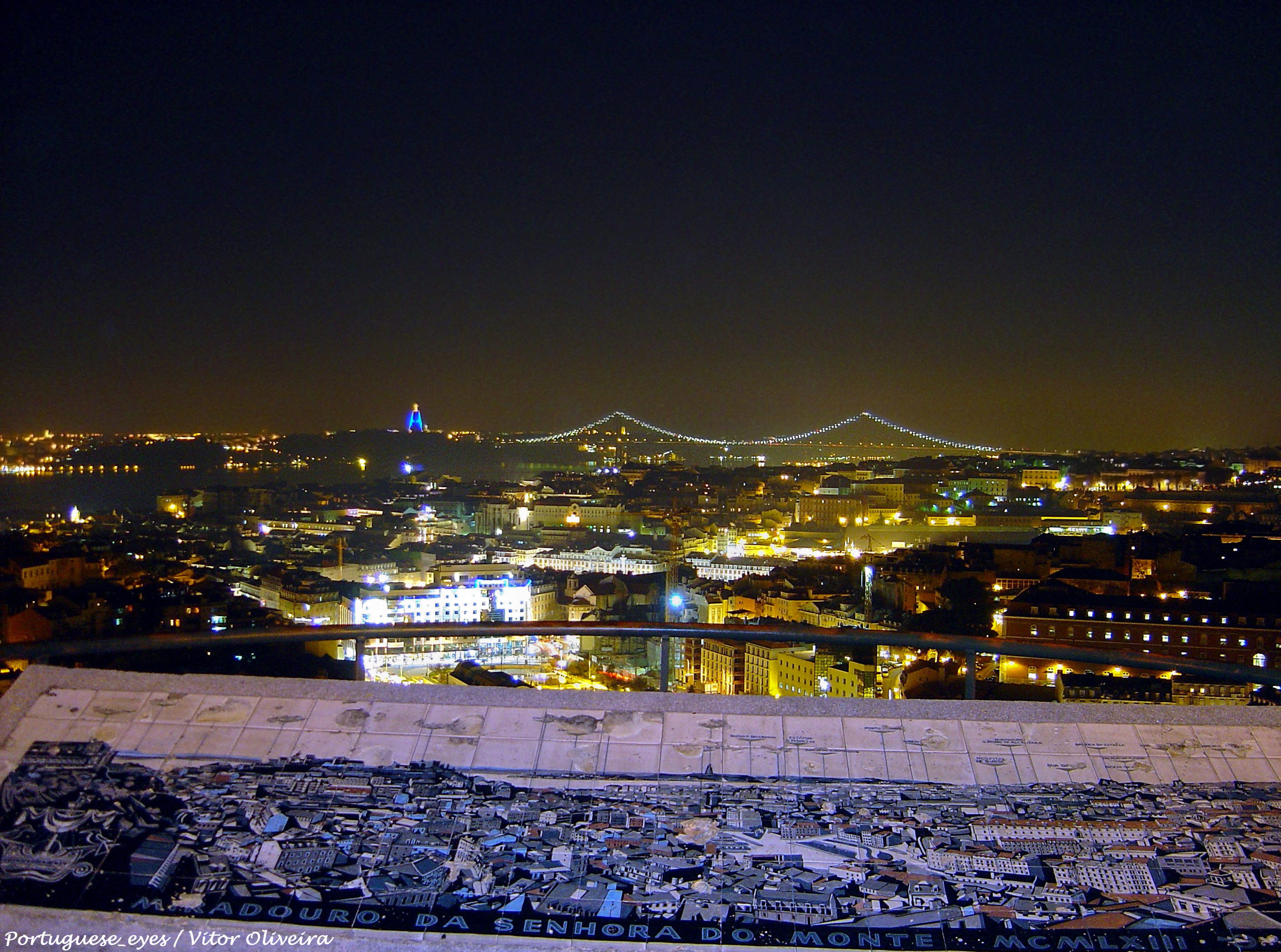